# Smokin' in the Pit
Smokin' in the Pit è il primo album live degli Steps Ahead, allora noti con il nome di Steps. L'album vede la partecipazione di Kazumi Watanabe alla chitarra in Not Ethiopia.

## Tracce

### Edizione originale (1980)

#### CD 1
Musiche di Steps Ahead.
1. Tee Bag – 13:49 (musica: Mike Mainieri)
2. Lover Man – 8:31 (musica: Jimmy Davis, Roger Ramirez, Jimmy Sherman)
3. Fawlty Tenors – 10:05 (musica: Don Grolnick)
4. Song To Seth – 13:00 (musica: Mike Mainieri)

Durata totale: 45:25

#### CD 2
Musiche di Steps Ahead.
1. Young And Fine – 16:33 (musica: Joe Zawinul)
2. Soul Eyes – 12:14 (musica: Mal Waldron)
3. Not Ethiopia – 11:00 (musica: Michael Brecker) – con Kazumi Watanabe (chitarra)
4. Sara's Touch – 14:00 (musica: Mike Mainieri)

Durata totale: 53:47

### Edizione rimasterizzata (1999)

#### CD 1
Musiche di Steps Ahead.
1. Tee Bag – 13:45 (musica: Mike Mainieri)
2. Uncle Bob – 10:49 (musica: Don Grolnick) – Nuova aggiunta del remastered
3. Fawlty Tenors – 10:48 (musica: Don Grolnick)
4. Lover Man – 8:40 (musica: Jimmy Davis, Roger Ramirez, Jimmy Sherman)
5. Fawlty Tenors (Alternate Take) – 13:02 (musica: Don Grolnick) – Nuova aggiunta del remastered
6. Song To Seth – 13:05 (musica: Mike Mainieri)
7. Momento – 2:56 (musica: Don Grolnick) – Nuova aggiunta del remastered

Durata totale: 73:05

#### CD 2
Musiche di Steps Ahead.
1. Young And Fine – 16:34 (musica: Joe Zawinul)
2. Not Ethiopia – 11:00 (musica: Michael Brecker) – con Kazumi Watanabe
3. Soul Eyes – 12:17 (musica: Mal Waldron)
4. Recordame – 10:04 (musica: Joe Henderson) – Nuova aggiunta del remastered
5. Not Ethiopia (Alternate Take) – 12:25 (musica: Mike Mainieri) – Nuova aggiunta del remastered, senza Kazumi Watanabe
6. Sara's Touch – 14:01 (musica: Mike Mainieri)

Durata totale: 76:21

## Registrazione
L'album è stato registrato al Pitt Inn di Tokyo il 15 e il 16 dicembre 1979.

## Formazione
- Mike Mainieri - vibrafono
- Michael Brecker - sassofono tenore
- Don Grolnick - pianoforte
- Eddie Gomez: basso acustico
- Steve Gadd: batteria
- Kazumi Watanabe: chitarra (in Not Ethiopia)